# 懶猴屬
懶猴屬（学名：Nycticebus）是懶猴科下的一屬，主要分佈於婆羅洲、菲律賓南部、孟加拉、越南、印尼、印度、中國南部及泰國。懶猴屬的物種目前被列為是易危或瀕危物種，主因是牠們的大眼睛被認為是藥材而因此被獵殺。

## 特徵

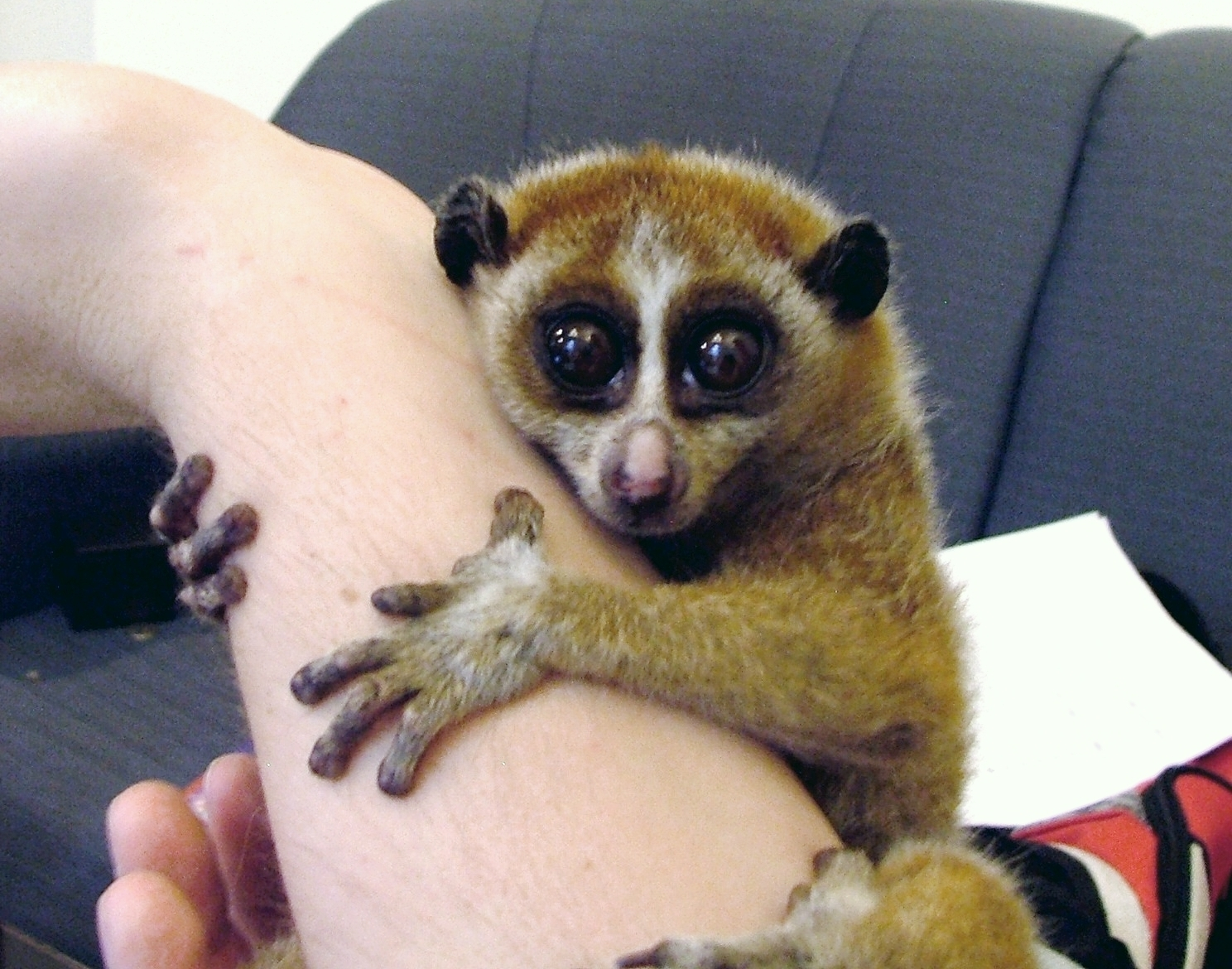
掛在人類手臂上的懶猴屬。

成年的懶猴屬物種體長約21至38（8.3至15.0英寸），重量則視乎不同物種而定，最重可達2（4.4英磅）。牠們的尾巴並不靈活，四肢長度接近。短厚的毛皮可以有多種毛色，多半為灰紅色，其他顏色則包括白色。牠們具有發育良好的可相對拇指，可用來抓住及停留於樹枝上。手腕及腳跟上發達的血管可以防止牠們抽筋，因此可以維持長時間的攀爬行動。腳上的爪可以用來梳理毛髮。眼睛非常大而突出，但僅具有少量的彩色視覺。耳朵細小、藏在短毛下。懶猴屬的體格一般較蜂猴屬粗壯，嗅覺也較強。
懶猴屬的頭顱骨外型形似原猴，腦蓋低而呈球狀，額葉或枕葉也都不突出。額縫可見，淚骨在眼窩之外。牠們為夜行性，具有相對較大向前的眼睛，眼窩後封閉。懶猴屬不像原猴有漲大的鼓泡。枕骨大孔位於較後的位置。中央門齒之間分開，與濕的鼻鏡相應。懶猴屬也有懶猴超科同樣相對較短及呈管狀的鼻子。懶猴的咽顱與腦顱位於同一高度。
懶猴屬的牙齒形態與也與其他原猴相近，下頜呈V型及不癒合，齒式為2.1.3.3／2.1.3.3。中央門齒間有空隙，而4隻門齒都很細小。下頜的門齒及犬齒呈平伏狀。犬齒的形狀像門齒。這6隻牙齒橫向連接形成一個梳子，可以用來進食、社交及防禦。第二前臼齒的形狀則像犬齒。牠們的下顎骨髁突與牙齒的咬合面位於同一高度，故後齒會咬合在前齒前。牠們的肩臼突可以控制下頜的活動。由於牠們也會以果實為食，牙齒的尖突低而圓，並不鋒利。
懶猴屬的腰椎較長，可以增加身體的靈活性。肩胛骨寬闊並位於身體兩側，可以幫助牠們棲於樹上。由於四肢長度一致，前肢與後肢都不會主導運動。牠們的手掌很闊，拇指可以與其他手指形成180°。第二指很短少且指間沒有蹼，故手掌可以伸得更闊並抓得更緊。腳很像手，拇趾較拇指大。腳上有一爪。尾巴很短並被絨毛所覆蓋。

## 下属物种
本属包括以下物种：
- 邦加懶猴 Nycticebus bancanus Lyon, 1906[2]
- 孟加拉懶猴 Nycticebus bengalensis (Lacépède, 1800)
- 婆羅洲懶猴 Nycticebus borneanus Lyon, 1906[2]
- 懶猴 Nycticebus coucang (Boddaert, 1785)
- Nycticebus hilleri Stone & Rehn, 1902
- 爪哇懶猴 Nycticebus javanicus É.Geoffroy Saint-Hilaire, 1812
- 加央河懶猴 Nycticebus kayan Munds, Nekaris & Ford, 2013[3][2]
- †Nycticebus linglom Mein & Ginsburg, 1997
- 菲律賓懶猴 Nycticebus menagensis Lydekker, 1893[2]
- Nycticebus menagensis Trouessart, 1897
- 小懶猴 Nycticebus pygmaeus Bonhote, 1907

## 行為
懶猴屬是夜行性的樹棲物種，主要棲息於熱帶或亞熱帶的雨林及竹林。牠們的行動緩慢，但具有很強的抓力，因此很難將牠們從樹枝上帶走。牠們主要為獨居或是以家庭聚居，以尿液來劃定地盤，但沒有很強的領域性。牠們覓食時會向同伴發出叫聲。

## 防禦
懶猴屬可以從手肘的腺體上分泌毒素，並混和唾液作為保護。母猴也會將毒素舔在幼猴身上，確保幼猴出外覓食能有一定的自衛能力。毒素對人類的致命力不詳，但會引起劇痛。若毒素未能成功驅趕掠食者，則牠們會由樹枝上跳下，在地上捲曲逃走。

## 食性
懶猴屬肉食性，一般會吃昆蟲、軟體動物、蜥蜴、鳥蛋及较小型的脊椎動物。牠們會緩慢地走近，並以雙手快速地抓住獵物。牠們也會吃果實及葉子，代謝率以同體型的哺乳動物相比較低。

## 繁殖
懶猴屬行一夫多妻制，全年都能繁殖。經過約190日的妊娠期後，雌猴會生一子，每年可以生1-2胎。幼猴會抓住父母的腹部。當稍大時，但有時父母也会將牠們留在樹枝上，自己出外去覓食。幼猴約於6-9個月就會斷奶，10-24個月大就達至性成熟。在野外，牠們的壽命可達14歲，人工飼養条件下，則可達26歲。

## 外部連結
- Lemur Center
- America Zoo （页面存档备份，存于）
- BBC Science and Nature Archive.today的存檔，存档日期2013-01-13
- Slow Loris and International Animal Rescue